# Toilette à cochon

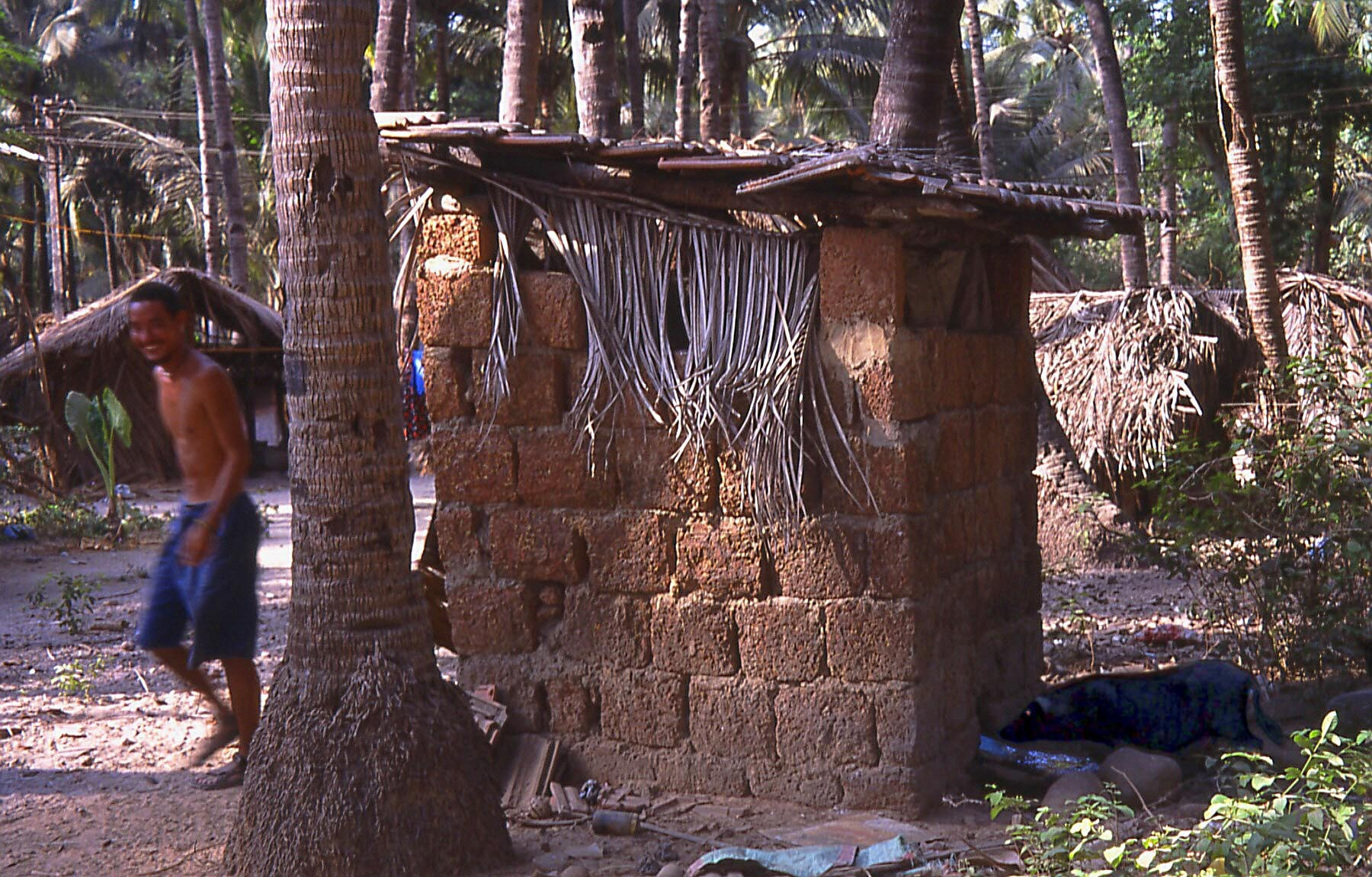
Toilette à cochon à Goa, en Inde (1999).

Les « toilettes à porc » (« pig toilet » en anglais) sont des systèmes traditionnels d'élimination des excréments humains par des porcs, utilisés en Asie du Sud (Inde) et du Sud-Est.
Ce sont des types simples de toilettes sans eau, généralement composés d'une dépendance montée sur pilotis, avec un trou ou une glissière évacuant les matières fécales vers un enclos où vit un porc. Ce dernier consomme directement les matières fécales de l'utilisateur des toilettes. 
Cette solution traditionnelle ancienne est considérée par certains comme ayant un intérêt manifeste dans les cas où les villages ne disposaient pas de toilettes, ou dans les zones exposées aux moussons où le compostage, la méthanisation des excréments ou leur traitement en fosses septiques étaient impossibles en raison notamment de fréquentes pluies et inondations. Ce mode de gestion des excréments est cependant également jugé peu compatible avec le tourisme et - à tort ou à raison - avec les principes et critères de l'hygiène privée et publique.

## Principe
Le porc est un animal omnivore, qu'on nourrit couramment avec des déchets alimentaires, mais qui peut manger des cadavres et éventuellement des excréments contenant encore des matières organiques digestibles.  

Ainsi, localement (Inde, Asie du sud-est) nourrit-on encore des cochons avec des excréments humains frais. 
Les excréments de ces porcs peuvent ensuite être à leur tour utilisés comme engrais pour cultiver des plantes (éventuellement plantes alimentaires consommées par l'Homme).

## Histoire

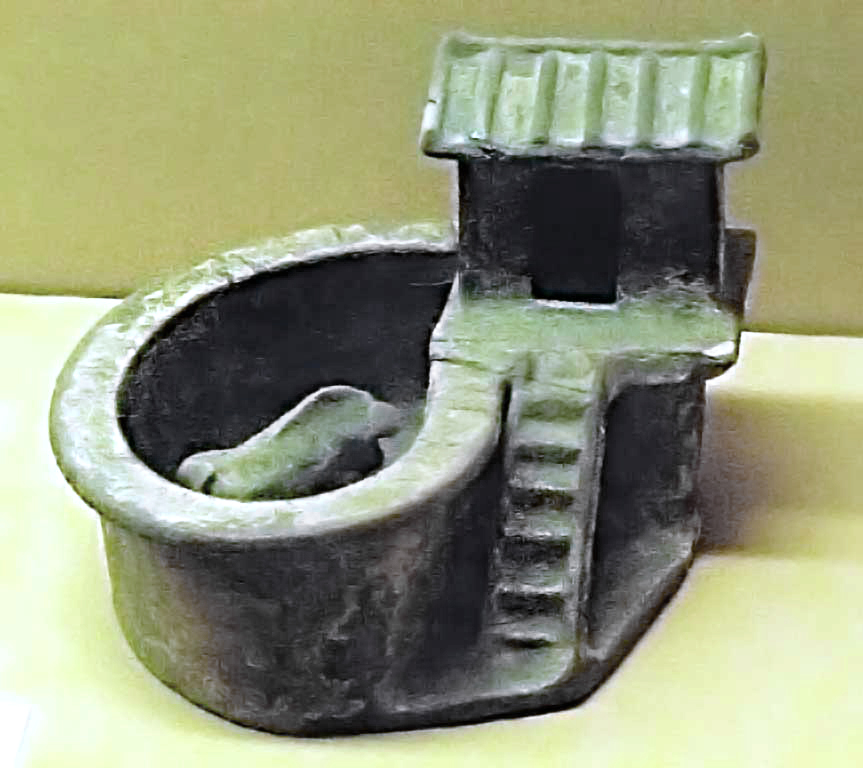
Céramique d'époque Han représentant une toilette à cochon.

Il s'agit d'une solution traditionnelle a priori très ancienne de gestion, valorisation et élimination des excréments humains et de divers déchets alimentaires et de cuisine. 
Elle semble présenter à la fois des avantages et inconvénients sur les plans écologiques et apparemment paradoxalement sur le plan sanitaire, au moins dans certaines situations, notamment en zone montagneuse où la construction de fosses septiques est difficile, en zone tropicale et dans les zones humides ou soumises aux moussons. 
Ces avantages et inconvénients ne semblent toutefois jamais avoir été scientifiquement évalués.

## Risques et dangers
Le risque évident (de nos jours) est  que des microbes pathogènes pour l'homme et/ou pour le porc ou parasites humains ou porcins passent plus facilement de l'une à l'autre des deux espèces (une mauvaise cuisson de la viande, une contamination lors de la préparation des aliments pouvant permettre la diffusion de microbes ou parasites)  ; 

 Cependant ;
- il faut aussi considérer que les égouts et fosses septiques qui ont remplacé ces toilettes traditionnelles sont des lieux de propagation de microbes et parasites  accessibles à des vecteurs à risque, reconnus, tels que rats, souris, mouches, larves de moustiques connus pour propager de nombreux pathogènes. (Ex : on a trouvé en Indonésie sortant des égouts des mouches porteuses du H5N1) ;
- En zone d'aléa sismique, de mousson, ou de terrains instables (Ex : rétraction des argiles lors des alternances saison sèche/saison des pluies), les ouvrages souterrains (fosses, égouts) sont soumis à des contraintes mécaniques qui les font rapidement fuir et polluer les nappes ou les eaux destinées à la toilette et à l'alimentation ;
- La construction de latrines idéales, et a fortiori de stations d'épuration efficace est couteuse et inaccessible à de nombreuses communautés pauvres. Et les lagunages naturels demandent du terrain et ne sont pas partout possibles (montagnes, fortes pentes, sols perméables) ;
- Enfin, certaines stations d'épuration sont sous-dimensionnées ou dysfonctionnent en période de surcharge (en période de tourisme estival par ex, ou en périodes de forte pluie) ; Les boues d'épuration, généralement épandues sur les jardins ou les cultures maraichaires ou agricoles peuvent alors également véhiculer des pathogènes, parasites ou leurs œufs ;
- Enfin, dans certaines fosses septiques dont les tuyaux d'aération n'ont pas été protégés par un tulle empêchant les moustiques d'y entrer ou d'en sortir on peut trouver des millions de larves et adultes de moustiques (Chironomidés en général).

## Avantages possibles

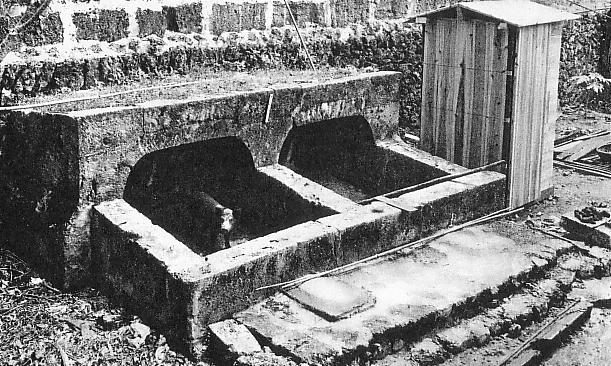
Photo d'une toilette à cochon au Japon, avant la Seconde Guerre mondiale.

Les toilettes à cochons présentent ou présentaient quelques intérêts apparents :
- Non-consommation et moindre pollution de l'eau (parfois potable et rare quand elle est utilisée dans les toilettes classiques) ;
- Forme d'élimination rapide des excréments, avec "valorisation" par l'élevage ;
- Les mouches ou de nombreux autres insectes coprophages susceptibles de devenir vecteurs de microbes ou parasites présents dans les excréments humains n'avaient pas ou peu le temps de venir pondre sur les excréments avant qu'ils ne soient consommés par les porcs.
- là où les toilettes classiques n'existaient pas, cette solution évitait le travail humiliant ailleurs fait par des dizaines de milliers de « balayeurs d'excréments » (appartenant souvent à la castes des intouchables en Inde).

## Localisation
Ce type de toilette se trouve aujourd'hui encore principalement en Inde dans l'État de Goa, mais a beaucoup perdu de sa popularité depuis quelques décennies.

## Dans la culture
- Dans l'anime JoJo's Bizarre Adventure, des toilettes à porc sont montrées dans l'épisode 10 (Emperor et Hanged Man) de la partie Stardust Crusaders (juin 2014).